# Mnesarco de Atenas
Mnesarco (em grego:  Μνήσαρχος, Mnēsarkhos) de Atenas, foi um filósofo estoico, que viveu entre 160 - 85 a.C.
Era um discípulo de Diógenes da Babilónia e Antípatro de Tarso. Cicero diz que era um dos líderes da escola estoica (em latim: principes Stoicorum) em Atenas juntamente com Dárdano de Atenas, numa altura quando Antíoco de Ascalão se distanciava do cepticismo (c. 95 a.C.). Foi professor de Antíoco por um período de tempo e também poderá ter ensinado Filon de Larissa. Após a morte de Panécio de Rodes (109 a.C.), a escola estoica em Atenas parece ter-se fragmantado, e Mnesarco era provavelmente um dos principais estoicos a ensinar nesta época. Teria já morrido pela altura em que Cícero estudava filosofia em Atenas, no no 79 a.C.
Cícero menciona-o diversas vezes e parece ter sido familiar com alguns dos seus escritos.